# Três Nações 1996
O Três Nações 1996 foi a primeira edição do Torneio, a competição esportiva internacional anual de rugby entre a Austrália (Wallabies), Nova Zelândia (All Blacks) e a África do Sul (Springboks).
O torneio foi disputado entre os dias 6 de Julho e 10 de Agosto.
Vencedora foi a seleção neozelandesa os All Blacks (1º título), ganhando a Copa Bledisloe (contra a Austrália).

## Jogos
| 6 de Julho de 1996 |        |           |            |
| Nova Zelândia      | 43 – 6 | Austrália | Wellington |
|                    |        |           | Wellington |

| 13 de Julho de 1996 |       |               |        |
| Austrália           | 21-16 | África do Sul | Sydney |
|                     |       |               | Sydney |

| 20 de Julho de 1996 |         |               |              |
| Nova Zelândia       | 15 - 11 | África do Sul | Christchurch |
|                     |         |               | Christchurch |

| 27 de Julho de 1996 |         |               |          |
| Austrália           | 25 - 32 | Nova Zelândia | Brisbane |
|                     |         |               | Brisbane |

| 3 de Agosto de 1996 |         |           |              |
| África do Sul       | 25 - 19 | Austrália | Bloemfontein |
|                     |         |           | Bloemfontein |

| 10 de Agosto de 1996 |         |               |                |
| África do Sul        | 18 - 29 | Nova Zelândia | Cidade do Cabo |
|                      |         |               | Cidade do Cabo |

## Classificação
| Seleção       | Vitórias | Empates | Derrotas | Pontos a favor | Pontos contra | Pontos +/- | Bonus | Pontos |
| ------------- | -------- | ------- | -------- | -------------- | ------------- | ---------- | ----- | ------ |
| Nova Zelândia | 4        | 0       | 0        | 119            | 60            | +59        | 1     | 17     |
| África do Sul | 1        | 0       | 3        | 70             | 84            | -14        | 2     | 6      |
| Austrália     | 1        | 0       | 3        | 71             | 116           | -45        | 2     | 6      |

Pontuação: Vitória=4, Empate=2, Derrota=0, Bônus para equipe que fizer 4 ou mais tries = + 1, Bônus para equipe que perder por 7 pontos ou menos = + 1.

## Campeã
| Três Nações 1996                              |
| --------------------------------------------- |
| Nova Zelândia (All Blacks) Campeã (1º título) |